# Fritz Hermann Schwob
Fritz Hermann Schwob (* 13. September 1891 in Breslau; † 12. November 1956 in West-Berlin) war Politiker (Zentrum, CDU in der Sowjetischen Besatzungszone), Abgeordneter im brandenburgischen Landtag und Minister für Arbeit und Sozialwesen im Land Brandenburg. Er flüchtete 1950 nach West-Berlin
Fritz Schwob studierte Volkswirtschaft und schloss das Studium als Diplom-Volkswirt ab. Er war Mitglied der katholischen Studentenverbindungen AV Silesia Halle (seit 1911) und KDStV Sugambria Jena im CV. Vor 1933 war er im Zentrum aktiv. Er war 1922 bis 1933 Mitglied des Provinzialausschusses Grenzmark Posen-Westpreußen, stellvertretendes Mitglied des preußischen Staatsrates und stellvertretender Bevollmächtigter zum Reichsrat.
Nach der Machtergreifung durch die Nationalsozialisten war eine Fortsetzung der politischen Arbeit nicht mehr möglich. Er war daher freiberuflich in der Wirtschaft tätig.
Nach dem Zweiten Weltkrieg gehörte er zu den Gründern der CDU in Brandenburg. Von der Besatzungsbehörde wurde er als Leiter des Finanzamtes Jüterbog eingesetzt. Bei den brandenburgischen Landtagswahlen 1946 wurde er für die CDU in den Landtag gewählt.
Vom 20. Dezember 1946 bis zum 23. Juni 1950 war Fritz Schwob in den Kabinetten Steinhoff und Jahn Landesminister für Arbeit und Sozialwesen. 1948/49 fungierte er zusätzlich als Mitglied des erweiterten Plenums der DWK, der damaligen wirtschaftspolitischen Zentralbehörde der SBZ und damit eines Vorläufers der Regierung der DDR.
Im Landtag hatte sich nach der Wahl eine Mehrheit von LDPD und CDU ergeben. Um dennoch die Umwandlung der ganzen SBZ in einen sozialistischen Staat durchsetzen zu können, kam es zu starkem Druck auf die Abgeordneten und massiven Manipulationen durch die SMAD. 1947 wurden von der SMAD 11, 1948 38 Anträge der demokratischen Fraktionen durch die SMAD untersagt.
Bedingt durch die fortschreitende Gleichschaltung der CDU und der Behörden des Landes wurden die Handlungsspielräume Schwobs zunehmend kleiner. Am 3. Februar 1950 musste Fritz Schwob auf Verlangen der SMAD sein Ministeramt aufgeben. Anlass war eine Rede, die Schwob in Cottbus gehalten hatte und in der er die Entwicklung in der SBZ kritisierte. Auch sein Landtagsmandat und seinen Vorstandsposten im CDU-Landesvorstand musste er im Februar 1950 aufgeben. Nachfolger als Minister wurde Karl Grobbel.
Um der Verhaftung zu entgehen flüchtete Fritz Schwob in der Nacht zum 4. Februar 1950  nach West-Berlin und engagierte sich in der Exil-CDU. Nachdem er im 57. Lebensjahr starb, fand er seine letzte Ruhestätte auf dem Friedhof der Berliner St. Matthias-Gemeinde.